# Метростанция „Дружба“
Метростанция „Дружба“ е станция от линия М4 на Софийското метро, която е въведена в експлоатация на 2 април 2015 г.

## Местоположение
Тя е разположена между бул. „Проф. Цветан Лазаров“ в ж.к. „Дружба 2“ и ул. „Капитан Димитър Списаревски“ в ж.к. „Дружба 1". Станцията има вход/изходи на кръстовищата на тези улици с ул. „Обиколна“, която се явява естествено продължение на бул. „Кръстю Пастухов“ в ж.к. „Дружба 1“ върху трасето на метрото до „Дружба 2“. Метростанцията има два вестибюла и 7 вход/изхода.
| № | Име на вход/изход               | Достъпност          |
| - | ------------------------------- | ------------------- |
| 1 | ул. Капитан Димитър Списаревски |                     |
| 2 | ж.к. Дружба 1                   | ескалатор, асансьор |
| 3 | бул. Кръстю Пастухов            | асансьор            |
| 4 | бул. Проф. Цветан Лазаров       | асансьор            |
| 5 | ж.к. Дружба 2                   | асансьор            |
| 6 | ул. Обиколна                    | ескалатор, асансьор |
| 7 | Търговски център                |                     |

## Архитектурно оформление
В архитектурното планировъчно и обемно пространствено решение на станцията е търсено максимално обединяване на пространствата на вестибюли и перони и създаване на естетическа подземна градска среда с изчистена функция и добра комуникация.
Архитект: Красен Андреев

## Връзки с градския транспорт

### Автобусни линии
Метростанция „Дружба“ се обслужва от 4 автобусни линии от дневния градски транспорт и 1 линия от нощния транспорт:
- Автобусни линии от дневния транспорт: 204, 304, 404, 604
- Автобусни линии от нощния транспорт: N4

### Тролейбусни линии
Метростанция „Дружба“ се обслужва от 2 тролейбусни линии:
- Тролейбусни линии: 4, 11